# فرودگاه بیراتناگر
فرودگاه بیراتناگر (به انگلیسی: Biratnagar Airport) یک فرودگاه همگانی با کد یاتا BIR است که یک باند فرود آسفالت دارد و طول باند آن ۱۵۰۵ متر است. این فرودگاه در کشور نپال قرار دارد و در ارتفاع ۷۲ متری از سطح دریا واقع شده‌است.

## شرکت‌های هواپیمایی و مقصدهای پروازی
| شرکت‌های هواپیمایی | مقصدهای پروازی                                       |
| ----------------- | ---------------------------------------------------- |
| بودا ایر          | تریبهوان                                             |
| Gorkha Airlines   | تاملینگتار                                           |
| نپال ایرلاینز     | بهوجپور، لامیداندا، تاپلجونگ، Thamkharka، تاملینگتار |
| Sita Air          | تریبهوان                                             |
| Yeti Airlines     | تریبهوان                                             |